# Nevidna voda
Nevidna voda najdublja je do sada istražena jama na dinarskom masivu i u Bosni i Hercegovini. Smještena je 2 kilometra od granice Bosne i Hercegovine s Republikom Hrvatskom na platou iznad sela Odžak u općini Livno, Hercegbosanska županija. Jama ima dva ulaza koji čine najniži dio krške udoline i nalaze se na oko 1.200 metara iznad mora. Manji ulaz ima dimenzije 20x30 m, a veći 30x50 m. Impresivnom ulaznom vertikalom od 163 m stiže se na policu s Nevidnim jezerom po komu je i cijela jama dobila ime. Slijede još dvije vertikale od 82 i 142 m do ulaza u Mosoraški meandar. Meandar nastavlja nizom skokova od 2 do 5 m do nove vertikale od 28 metara. Slijedi Mihovilov i Velebitaški meandar. U jami je od 250 m dubine prisutan stalni vodeni tok, dok je za vrijeme kiša cijeli objekt hidrološki vrlo aktivan. 
S istraživanjem se stalo na dubini od -653 metra gdje se nalazi jezero dublje od 20 m koje se sastoji od dva dijela: prvog površine 40x15 m eliptičnog oblika, te drugog zakrivljenog površine 30x12m. Jezera su međusobno spojena manjim prolazom u razini vode duljine oko 4 m, te velikim otvorom dimenzija 15x20 m u stropu završne dvorane, tako da zid između njih čini prirodni most. Temperatura jezera je 8 °C. U jezeru su primjećene potopljene sige, što ukazuje na mogućnost da voda u jezero dolazi iz ponora u rubu Livanjskog polja.
Do otkrića Nevidne vode najdubljom jamom u Bosni i Hercegovini smatrala jama Jojkinovac na Grmeču s oko 460 metara dubine.
Nevidnu vodu istražuju Speleološki odsjeci Mosor, Split, Sv. Mihovil i Velebit (Komisija za speleologiju Hrvatskog planinarskog saveza) po kojima su i meandri u jami dobili ime.

## Vanjske poveznice
- Nevidna voda  Arhivirana inačica izvorne stranice od 13. kolovoza 2008. (Wayback Machine)